# グレープ・ライブ 三年坂
『グレープ・ライブ 三年坂』（グレープ・ライブ さんねんざか）は、グレープのライヴ・アルバムである。

## 概要
1975年11月6日に中野サンプラザ・ホールで行われたリサイタルを収録したものである。この時点で公表はしていなかったものの、すでにさだまさしと吉田政美はグレープの解散を決意しており、最後にグレープのベストアルバムを制作する意味でライヴ収録が行われた。音楽監督として編曲およびストリングスの指揮を服部克久が担当している。
グレープのオリジナル・アルバムには未収録だった楽曲も多数披露されている。「バンコ」は吉田のギターを中心としたインストゥルメンタル、「第一印象」はさだのヴァイオリンを中心としたインストゥルメンタル。「さよならコンサート」「僕にまかせてください」の2曲は、さだがクラフトに提供した楽曲のセルフカバーである。
題字は書道三段の吉田が書いている。
累計売上は93万枚を記録。

### オリジナル盤
オリジナル盤は1976年にリリースされた。上記コンサートを収録したものではあるが、ライヴの状況を忠実に再現したものとは言えず、さだは後年『完全盤』を再リリースしている（後述）。本作はオリコン・チャート2位まで上昇し、1976年度年間オリコン・チャートでは子門真人ほかの『 およげ! たいやきくん』に次いで2位、総売上45万枚を超える大ヒットとなった。
カセット・テープ版では収録時間の都合から「フレディもしくは三教街」と一部のトークをカットされた。
また、初期のCD(1985年・1991年盤)は「三年坂Vol.1」「三年坂Vol.2」というタイトルで、Disc1とDisc2それぞれの分売であったが、1997年の再発時にオリジナルと同じく2枚組に戻された。
1985年～1997年盤のCDはプリエンファシス処理が施されている。

### 完全盤
グレープの解散30周年を記念して、2005年2月23日リリースされた。オリジナル盤ではカットされていた曲とトークが収録され、曲順もリサイタル時のものに戻され、Discの1と2の区切りも変更されている。
また、デジタルリマスタリングが施され、歌詞カードにはLPに収録されていた解説等が追加された。

## 収録曲
全作詞・作曲：さだまさし　（注記を除く）
| #  | タイトル                         | 作詞 | 作曲・編曲 |
| -- | -------------------------------- | ---- | ---------- |
| 1. | 「オープニング・精霊流し」       |      |            |
| 2. | 「無縁坂」                       |      |            |
| 3. | 「哀しみの白い影」               |      |            |
| 4. | 「殺風景」                       |      |            |
| 5. | 「風と空」(作詞・作曲：吉田正美) |      |            |

| #  | タイトル     | 作詞 | 作曲・編曲 |
| -- | ------------ | ---- | ---------- |
| 1. | 「朝刊」     |      |            |
| 2. | 「ほおずき」 |      |            |
| 3. | 「縁切寺」   |      |            |
| 4. | 「笑顔同封」 |      |            |
| 5. | 「追伸」     |      |            |

| #  | タイトル                               | 作詞 | 作曲・編曲 |
| -- | -------------------------------------- | ---- | ---------- |
| 1. | 「島原の子守唄」(作詞・作曲：宮崎康平) |      |            |
| 2. | 「雪の朝」                             |      |            |
| 3. | 「掌（てのひら）」                     |      |            |
| 4. | 「バンコ」(作曲：吉田正美)             |      |            |
| 5. | 「絵踊り」(作詞・作曲：吉田正美)       |      |            |
| 6. | 「第一印象」                           |      |            |

| #  | タイトル                                                       | 作詞 | 作曲・編曲 |
| -- | -------------------------------------------------------------- | ---- | ---------- |
| 1. | 「さよならコンサート」(クラフトへの提供曲のセルフ・カヴァー)   |      |            |
| 2. | 「僕にまかせてください」(クラフトへの提供曲のセルフ・カヴァー) |      |            |
| 3. | 「フレディもしくは三教街－ロシア租界にて－」                   |      |            |
| 4. | 「あこがれ」                                                   |      |            |
| 5. | 「精霊流し」                                                   |      |            |

完全盤
| #   | タイトル                                 | 作詞 | 作曲・編曲 |
| --- | ---------------------------------------- | ---- | ---------- |
| 1.  | 「オープニング・精霊流し」               |      |            |
| 2.  | 「交響楽（シンフォニー）」               |      |            |
| 3.  | 「哀しみの白い影」                       |      |            |
| 4.  | 「殺風景」                               |      |            |
| 5.  | 「風と空」(作詞・作曲：吉田正美)         |      |            |
| 6.  | 「朝刊」                                 |      |            |
| 7.  | 「ほおずき」                             |      |            |
| 8.  | 「縁切寺」                               |      |            |
| 9.  | 「笑顔同封」                             |      |            |
| 10. | 「追伸」                                 |      |            |
| 11. | 「島原の子守唄」(作詞・作曲：宮崎康平)   |      |            |
| 12. | 「雪の朝」                               |      |            |
| 13. | 「Question」(作曲：さだまさし、吉田正美) |      |            |
| 14. | 「告悔」                                 |      |            |
| 15. | 「紫陽花の詩」                           |      |            |

| #   | タイトル                                     | 作詞 | 作曲・編曲 |
| --- | -------------------------------------------- | ---- | ---------- |
| 1.  | 「バンコ」(作曲：吉田正美)                   |      |            |
| 2.  | 「絵踊り」(作詞・作曲：吉田正美)             |      |            |
| 3.  | 「第一印象」                                 |      |            |
| 4.  | 「さよならコンサート」                       |      |            |
| 5.  | 「僕にまかせてください」                     |      |            |
| 6.  | 「フレディもしくは三教街－ロシア租界にて－」 |      |            |
| 7.  | 「無縁坂」                                   |      |            |
| 8.  | 「あこがれ」                                 |      |            |
| 9.  | 「精霊流し」                                 |      |            |
| 10. | 「掌（てのひら）」                           |      |            |

## 参加したアーティスト
エレキギター：松木恒秀
エレキベース：岡沢章
ドラムス：村上秀一
キーボード：大原繁仁
ストリングス：加納アンサンブル